# 1942 في العراق
فيما يلي قوائم الأحداث التي وقعت خلال عام 1942 في العراق.

## سياسة

### تعيين في المنصب
- 8 أكتوبر – عبد المهدي المنتفكي وزير الأشغال والمواصلات.

### انتهاء فترة المنصب
- 14 نوفمبر – عبد المهدي المنتفكي وزير الأشغال والمواصلات.

## مواليد

### يناير
- 1 يناير – إلهام المدفعي
- 1 يناير – إياد فتيح الراوي فريق أول ركن في الحرس الجمهوري العراقي.
- 1 يناير – حسين الشهرستاني
- 1 يناير – حميد المطبعي أديب وكاتب وشاعر وباحث وموسوعي عراقي.
- 1 يناير – دكلص عزيز
- 1 يناير – راكان دبدوب
- 1 يناير – سلطان هاشم أحمد سياسي عراقي.
- 1 يناير – طارق الهاشمي سياسي عراقي.
- 1 يناير – عادل عبد المهدي رئيس الوزراء العراقي.
- 1 يناير – عصام الجلبي وزير النفط العراقي.
- 1 يناير – محمد زمام عبد الرزاق

### يوليو
- 1 يوليو – عزة الدوري عسكري وسياسي عراقي.
- 7 يوليو – سامي قفطان ممثل عراقي معروف.

### أغسطس
- 1 أغسطس – صادق الحسيني الشيرازي رجل دين عراقي.

### نوفمبر
- 20 نوفمبر – بولص فرج رحو قس عراقي.

## وفيات

### يناير
- 1 يناير – محمود سلمان (مواليد 1889)

### سبتمبر
- 23 سبتمبر – غمام الهمذاني (مواليد 1875) شاعر وصفحي إيراني.